# Квашнин, Павел Алексеевич
Павел Алексеевич Квашнин (10 [23] марта 1907, Ново-Николаевск, Томская губерния,  Российская империя — 23 декабря 1973, Москва, СССР) — советский военный деятель, генерал-майор технических войск  (09.04.1943)

## Биография
Родился 10 (23) марта 1907 года в Ново-Николаевске.
С ноября 1920 года: рассыльный, ремонтный рабочий участка службы пути. Член ВКП(б) с 1925 года. В 1932 году окончил Ленинградский институт  железнодорожного транспорта.
С 22 апреля  1932 года на службе  в  железнодорожных войсках РККА на должности  начальника  сектора корпуса железнодорожных войск, преподаватель, помощник начальника, начальник учебного отдела Московского железнодорожного училища, адъютант кафедры Военно-инженерной академии им. В. В. Куйбышева. С октября 1940 года - контролер, секретарь парткома Наркомата госконтроля СССР.
С началом Великой Отечественной войны, с июля 1941 года бригадный комиссар Квашнин назначен военным комиссаром, а затем заместителем  начальника по политической  части Управления военных сообщений Генштаба РККА. В сентябре  1941 года в связи угрозой захвата  узловой железнодорожной станции Чудово Октябрьской железной дороги  непосредственно руководил работами по демонтажу и вывозу  путей и  станционого оборудования данного железнодорожной узла, по заданию Правительства руководил эвакуацией заводского оборудования из Москвы, за что  был награжден орденом Ленина. При обороне Сталинграда был назначен уполномоченным по эвакуации заводского оборудования, а затем руководил движением воинских эшелонов обеспечивающих всем необходимым советские войска в  Сталинградской битве.
С июня 1943 года  генерал-майор технических войск Квашнин служит   начальником Управления военных сообщений на Северо-Западном, с ноября 1943 года на Белорусском и с мая 1944 года  на 3-м Украинском фронтах. На этих постах успешно организовывал железнодорожные перевозки для обеспечения проведения  Гомельско-Речицкой, Калинковичско-Мозырской, Ясско-Кишинёвской,  Белградской и Будапештской операций. За что был награжден орденами Красного Знамени, Богдана Хмельницкого и Отечественной войны.
С декабря 1944 года служит  заместителем начальника Управления военных сообщений Советской Армии и НКПС СССР по Румынии в Бухаресте, обеспечивая на этой должности снабжение Советской Армии и её союзников на юго-западном направлении. За успешное выполнение заданий по организации воинских перевозок на заключительном этапе войны Квашнин был награждён орденом  Кутузова I степени.
С июля 1945 года - начальник Транспортного отдела Советской военной администрации в Германии в Берлине, с декабря 1945 года начальник Транспортного управления СВАГ. С февраля 1950 года - помощник командующего но строительству крупного транспортного узла Транссибирской магистрали Куйбышевка-Восточная в городе Белогорск (Амурская область). С июня 1951 года - начальник Управления спецстроя Главсевморпути в Москве.  С 20 сентября 1958 года в отставке.
Умер 23 декабря 1973 года в Москве, похоронен там же на Николо-Архангельском кладбище.

## Награды
- орден Ленина (03.03.1942)[3]
- три ордена Красного Знамени (18.09.1943[4], 28.04.1945[5], 30.04.1954[6][7])
- орден Кутузова I степени (29.07.1945)[8]
- орден Богдана Хмельницкого II степени (13.09.1944)[9]
- орден Отечественной войны I степени (03.04.1944)[10]
- орден Трудового Красного Знамени (1948)[11]
- орден Красной Звезды (30.04.1947)[6][7]
- медали в том числе:
  - «За боевые заслуги» (03.11.1944)[7][12]
  - «За оборону Москвы» (1944)[6]
  - «За оборону Сталинграда» (1943)[6]
  - «За победу над Германией в Великой Отечественной войне 1941—1945 гг.» (25.06.1945)[13]
  - «За взятие Будапешта» (1945)[11]
  - «За взятие Вены» (1945)[11]
  - «За освобождение Белграда» (1945)[11]